# 春燈
「春燈」（しゅんとう）は、俳誌。1946年1月、安住敦（編集）と大町糺（発行）が久保田万太郎を主宰として擁立するかたちで東京より創刊。戦後の混乱のなか、「いくら苦しくなつても、たとへば、夕霧の中にうかぶ春の灯は、われわれにしばしの安息をあたへてくれるだらう」という主宰の創刊の辞が載った。また安住敦は「花鳥とともに人生があり、風景のうしろに人生がなければつまらない」と創刊号に書き人生諷詠の傾向を示している。創刊より様々な流れを汲む多数の俳人が参加。1963年5月に万太郎が没し、安住敦が主宰を継承。個性尊重の方針で多数の俳人を育てた。以後成瀬櫻桃子、鈴木榮子の主宰を経て現在は安立公彦が主宰。歴代主宰の句を引き継ぐ叙情性の俳句を志すことを理念として掲げている。
創刊以来同人制をしかず、自選欄「燈下集」、主宰選「当月集」および「春燈の句」のかたちで作品を掲載。一貫して論よりも作品重視の姿勢をとっている。

## 主宰
括弧内は主宰期間。
- 久保田万太郎（1946年 - 1963年）
- 安住敦（1963年 - 1988年）
- 成瀬櫻桃子（1988年 - 2003年）
- 鈴木榮子（2003年 - 2008年）
- 安立公彦（2008年 - ）

## 主な参加者
括弧内は各自の主宰誌。退会者も含む。
- 伊藤通明（「白桃」）
- 稲垣きくの
- 大嶽青児（「瀝」）
- 木下夕爾（「春雷」）
- 五所平之助
- 鈴木真砂女
- 竹内俊吉
- 龍岡晋
- 中村苑子
- 西嶋あさ子（「瀝」）
- 黛執（「春野」）
- 望月明(第１回「春野賞」受賞)